# Tamburo a cornice
Il tamburo a cornice è uno strumento musicale a percussione che consiste di una singola pelle montata su un anello con piccoli cembali di metallo, oppure senza questi ultimi caso in cui viene a volte definito "muto". Tecnicamente un tamburo a cornice (frame drum in inglese) è definito come un tamburo la cui profondità è inferiore al diametro.

## Origine
L'origine dei tamburi a cornice si perde davvero nella notte dei tempi: esiste materiale iconografico che data di oltre 6000 anni che rappresenta uomini e donne che suonano questo tipo di strumento, soprattutto durante rituali o cerimonie religiose. Anticamente esistevano (ma esistono ancor oggi) culture in cui il compito di suonare lo strumento era esclusivamente demandato alle donne. Nell'antica Mesopotamia, nell'Antico Egitto, nella Grecia Antica già era diffusissimo.
Il tamburo a cornice è arrivato fino ai giorni nostri ed è specialmente importante nella tradizione musicale popolare (si pensi al tamburello e alla tammorra in Italia).
Si stima che le tecniche costruttive (peraltro molto semplici) siano cambiate ben poco (per non dire quasi per nulla) con il passare dei millenni.

## Forme e tecniche costruttive
Sebbene la maggior parte dei tamburi a cornice sia rotonda, ne esistono di quadrati (es. il pandeiro galiziano), di esagonali (alcuni tamburi degli indigeni del Nord America) e addirittura di triangolari.
La tecnica costruttiva è davvero semplice: si tratta di una cornice quasi sempre in legno su cui viene tesa una pelle di animale precedentemente bagnata in acqua. La pelle al seccarsi acquisisce la tensione necessaria a produrre il suono desiderato. Per la realizzazione delle cornici rotonde, si suole utilizzare una fascia di legno resa duttile per mezzo di vapore.
Le pelli usate sono le più diverse: capra, capretto, pecora, cavallo, cammello, pesce, lucertola, cane, gatto, vacca, asino. Più recentemente si è introdotto l'uso di pelli sintetiche realizzate in materiali come il Mylar e si sono migliorate le tecniche costruttive inserendo meccanismi di intonazione mediante tensione della pelle.
Pelli poco conciate o molto grosse producono tipicamente un suono più sordo e profondo, si potrebbe dire meno raffinato, mentre pelli molto elaborate e sottili tendono a produrre un suono più brillante e pulito.
La maggior parte dei tamburi a cornice è monopelle ma ne esistono con una pelle su ciascun lato (risultano quindi chiusi) come ad esempio l'adufe portoghese e il pandeiro galiziano.
In alcuni casi si aggiungono sonagli o altri artefatti metallici per arricchire il suono: si pensi al tamburello italiano per esempio, o alla pandeireta spagnola, al pandeiro brasiliano, alla kanjira indiana (un solo piccolo sonaglio), al riqq egiziano (sonagli in bronzo molto pesanti).
Nell'attuale Iran (Persia) esistono tamburi a cornice come il Daf e il Ghaval, ai quali si applicano una o più file di anelli di metallo nella parte interna della cornice, perché questi, sbattendo contro la pelle mentre si suona, producano arricchimenti del ritmo.
Altri tamburi (come il bendir marocchino e il pandeiro galiziano) hanno delle corde applicate nella parte interna a diretto contatto con la pelle che producono un suono "rotto" simile a quello del rullante delle moderne batterie.

## Tecniche esecutive
Si può dire che le tecniche esecutive cambino da tamburo a tamburo, sebbene ovviamente esistano delle similitudini chiare.
La maggior parte dei tamburi a cornice ha due tipi fondamentali di suono:
- suoni aperti: solitamente chiamato DUM, è prodotto percuotendo la pelle nella parte mediana posta tra la cornice e il centro, facendola vibrare liberamente
- suoni chiusi: sono prodotti colpendo il tamburo nella parte centrale (ma senza lasciar vibrare la pelle: un colpo secco, spesso dato con la mano aperta che viene lasciata a contatto con la pelle per non permettergli di vibrare) o sul bordo (spesso utilizzando le dita, non l'intera mano).

Sebbene, come sopra riportato, si utilizzino spesso le mani per suonare, esistono tamburi a cornice, come il bodhrán irlandese, che si suonano con una bacchetta o altro utensile.
Ovviamente le tecniche di esecuzione possono arrivare ad essere molto complesse e richiedere molta destrezza ed abilità, come nel caso del tamburello italiano o del riq egiziano.

## Tradizione musicale
In tutte le culture in cui è presente, il tamburo a cornice è strettamente legato alla tradizione musicale popolare. Per fare alcuni esempi: non serve forse ricordare il tamburello in Italia legato alla tradizione della Tammurriata, della Pizzica e della Tarantella in tutte le loro sfaccettature; in Spagna (specialmente in Galizia) il pandeiro, la pandeira e la pandeireta, sono strettamente legati a canti e balli che hanno parecchie affinità con la tradizione popolare italiana; in Persia (attuale Iran) il Daf è il tamburo utilizzato dai Sufi nei canti e danze (si pensi ai noti Dervisci danzanti); in India la kanjira è utilizzata come strumento di accompagnamento (ma anche solista) nella musica classica del sud del paese.
Negli anni settanta, con l'avvicinamento delle culture musicali popolari di altri paesi alla musica occidentale (specialmente al jazz) i tamburi a cornice hanno iniziato a diffondersi fuori dal loro paese di origine.
Grazie a straordinari talenti come quelli di Alfio Antico e Glen Velez, questo tipo di strumento ha potuto trovare nuovi spazi in contesti musicali inconsueti.
È innegabile che il tamburo a cornice abbia, grazie alla sua apparente semplicità e al fascino che lo accompagna dovuto alla sua remota origine, un potere evocativo straordinario e una versatilità difficilmente comparabile con quella di altri strumenti.